# پشی (هزاره)
پشی یکی از قبایل هزاره از هزاره‌های جاغوری در افغانستان هستند. آنها در ولسوالی‌های جاغوری و مالستان سکونت دارند.
برخی از زیر طایفه‌های پشی عبارتند از: چِهل باغتو پشی، جاکه پشی، قابجوی، پای جلگه، شب بخیر، نوه پشی، پیک، اولیاد، دادی، زینگر و دایبرکه. توجه به این نکته مهم است که هر طایفه از چندین خانواده بزرگ با یک جد مشترک تشکیل شده‌است.